# اکسل جوپتنر
اکسل جوپتنر (انگلیسی: Axel Jüptner; ۲۶ آوریل ۱۹۶۹ – ۲۴ آوریل ۱۹۹۸) بازیکن فوتبال اهل آلمان بود که در پست هافبک بازی می‌کرد.
از باشگاه‌هایی که در آن بازی کرده‌است می‌توان به باشگاه فوتبال کارل زایس ینا، باشگاه فوتبال اوردینگن ۰۵، و باشگاه فوتبال اشتوتگارت اشاره کرد.